# Laino Borgo
Laino Borgo ist eine süditalienische Gemeinde in der Provinz Cosenza in der Region Kalabrien mit 1692 Einwohnern (Stand 31. Dezember 2023).
Laino Borgo liegt 113 km nördlich von Cosenza. Die Nachbargemeinden sind Aieta, Castelluccio Inferiore (PZ), Castelluccio Superiore (PZ), Laino Castello, Lauria (PZ), Rotonda (PZ), Tortora und Viggianello (PZ).
Der Ort hatte einen Bahnhof an der Bahnstrecke Lagonegro–Spezzano Albanese.

## Persönlichkeiten
- Vincenzo Calvosa (* 1964), römisch-katholischer Geistlicher und Bischof von Vallo della Lucania